# La Longivue
La Longivue ist ein knapp 61⁄2 Kilometer langer Bach im Schweizer Kanton Freiburg und ein rechter Zufluss der Glâne.

## Geographie

### Verlauf
Die Longivue entspringt in Combernesse nordwestlich von Rossens auf einer Höhe von 687 m ü. M.
Sie fliesst in westlicher Richtung und unterquert dann zunächst die A 12  und danach die Hauptstrasse 12. Gleich darauf fliesst ihr auf ihrer linken Seite die Longivue de Prouvin zu.  Der Oberlauf des Bachs ist stark kanalisiert und verläuft durch landwirtschaftliches Gebiet. 
Sie läuft dann am Nordrand von Farvagny entlang, wo sie etwas später auf ihrer linken Seite den Ruisseau des Moulins aufnimmt. Danach zieht sie südlich an Grenilles vorbei, wo ihr von der linken Seite der Ruisseau de l'Ocelanna zufliesst.
Sie biegt nun nach Norden, schlängelt sich durch Waldgelände und mündet schliesslich östlich von Autigny auf einer Höhe von etwa 619 m ü. M. von rechts in die Glâne.
Der 6,39 km lange Lauf der Longivue endet ungefähr 68 Höhenmeter unterhalb ihrer Quelle, sie hat somit ein mittleres Sohlgefälle von etwa 11 ‰.

### Einzugsgebiet
Das 15,14 km² grosse Einzugsgebiet der Longivue wird durch sie über die Glâne, die Saane, die Aare und den Rhein zur Nordsee entwässert.
Es besteht zu 17,7 % aus bestockter Fläche, zu 65,6 % aus Landwirtschaftsfläche, zu 16,5 % aus Siedlungsfläche und zu 0,1 % aus unproduktiven Flächen.
Die Flächenverteilung
Die Mittlere Höhe des Einzugsgebietes beträgt 739,8 m ü. M.

### Zuflüsse
Von der Quelle zur Mündung
- Longivue de Prouvin (links), 2,4 km, 1,84 km²
- Ruisseau des Moulins (links), 3,4 km, 2,46 km²
- Ruisseau de l'Ocelanna (links), 0,9 km, 0,98 km²

## Hydrologie
An der Mündung der Longivue in die Glâne beträgt ihre modellierte mittlere Abflussmenge (MQ) 330 l/s und ihr Abflussregimetyp ist pluvial jurassien.
Der  modellierte monatliche mittlere Abfluss (MQ) der Longivue in l/s